# Podruga
«Podruga» — песня казахского музыкального проекта Gruppa Skryptonite, выпущенная 6 марта 2019 года лейблом Musica36 через цифровую дистрибуцию. Текст песни был написан Адилем «Скриптонитом» Жалеловым, а музыка — им же, совместно с Айдосом Джумалиновым. Одновременно с выходом сингла состоялся релиз музыкального клипа, режиссёром которого выступила Таня Муиньо.
Песня, как и клип на неё, повествуют о легкомысленной девушке, любящей очаровывать мужчин своей красотой, но которая в определённый момент своей жизни сбивается с пути и остаётся одна. Композиция «Podruga» наряду с песней «Глупые и ненужные» стала одной из первых работ Адиля в рамках проекта Gruppa Skryptonite. Впоследствии оба трека вошли в состав дебютного мини-альбома коллектива Solitude.
Сингл был встречен положительно как музыкальными критиками, так и фанатами творчества Скриптонита. Многие профильные журналисты отмечали, что эксперименты Адиля со звучанием своих работ в рамках проекта Gruppa Skryptonite доказывают, что рэпер может выпускать хиты и за пределами жанра хип-хоп. Музыкальное видео и сама песня вошли в списки лучших релизов года таких изданий, как GQ, Meduza, The Village и «ТНТ Music».

## Создание и релиз
Мы приезжали, то есть, и все кричали «Цепи!». <…> Орут всё время «Цепи» три-четыре тысячи человек. <…> Неприятно, конечно, очень. <…> Но после этого — ничего. Три-четыре концерта и там у нас уже вот клип вышел, два. Люди уже начали орать вместо «Цепи» там «Podruga».
— Скриптонит рассказывает о принятии песни фанатами
Музыкальный проект Gruppa Skryptonite был основан в 2018 году казахским рэпером Адилем «Скриптонитом» Жалеловым. Создание отдельного от основного творчества проекта Скриптонит объяснил желанием экспериментировать в музыке, и что для него «рэп как формат себя изжил»: «У меня другой мусор в голове сейчас — и органично он смотрится в другом исполнении, на другую музыку», — сказал Адиль на своей странице в Инстаграм после релиза двойного альбома «Уроборос». По словам Адиля главной причиной появления группы стало желание «писать песни, короткие и ёмкие. Когда ты написал два четверостишия и тебе они нравятся, ты не хочешь дописать ничего больше, просто спеть их — и всё». Первым релизом Gruppa Skryptonite стал сингл «Глупые и ненужные», вышедший 9 августа 2018 года.
Текст песни был написан самим Адилем «Скриптонитом» Жалеловым, инструменталом же он занимался совместно с Айдосом Джумалиновым, другим резидентом лейбла Musica36, с которым он сотрудничал над музыкой к некоторым трекам с альбома «Дом с нормальными явлениями». Во время интервью для шоу LAB Адиль упоминал, что первые наброски будущей песни получились просто и были сделаны ещё до формирования проекта Gruppa Skryptonite. Основой для музыкальной части послужил гитарный риф, написанный другом Адиля Айдосом Джумалиновым, и позже доработанный до полноценного инструментала самим Адилем. Под впечатлением от услышанного, Скриптонит быстро и спонтанно написал текст под музыку. Песня повествует о девушке, которая в определённый момент своей жизни сбилась с пути. При этом Адиль отмечал, что ему досадно, что многие не распознают слова в его песнях, так как «всё равно хочется всегда, чтобы тебя поняли. Потому что ты проделываешь работу над текстом».
Сингл вышел 6 марта 2019 года на лейбле Скриптонита Musica36 через цифровую дистрибуцию, одновременно с музыкальным видео. За день до этого выход «Podruga» был прорекламирован двумя видео-тизерами с кадрами из клипа. Режиссёром клипа стала украинская клипмейкер Таня Муиньо, работавшая с Монатиком, Глюкозой и группой «Время и стекло», а главную роль в клипе исполнила модель Валерия Караман. Сюжет экранизации сингла повествует о обаятельной танцовщице, притягивающей мужское внимание, что, тем не менее, не спасает её от одиночества. Эротично станцевав на деловой встрече на глазах у детей и бизнесменов, а также соблазнив группу мальчишек во время прогулки по панельному району, она, тем не менее, в конце клипа остается в одиночестве на стоянке. По состоянию на 16 августа 2022 года количество просмотров музыкального видео составило более 2 миллионов.
Позже песня несколько раз перепивалась в разных аранжировках: первый раз «Podruga» была исполнена вживую на видео выступлении в формате 360 градусов на канале группы, второй — на шоу LAB музыканта Антона Беляева под аккомпанемент оркестра и хора. Последняя версия вышла в качестве сингла 11 февраля 2021 года. Также впоследствии трек вошёл в состав дебютного мини-альбома проекта Gruppa Skryptonite Solitude, вышедшего 5 апреля 2019 года и состоящего из 6 треков. Помимо «Podruga» в плейлист мини-альбома также вошёл первый сингл проекта, «Глупые и ненужные». Лайв-версия композиции также стала частью альбома-сборника «36 JAM», в который вошли работы резидентов лейбла Musica36 в новой обработке.

## Восприятие
Композиция в большинстве своём была принята положительно как профильными журналистами, так и поклонниками творчества Скриптонита. «Муз-ТВ» в своей новостной заметке, посвящённой релизу трека, приводил хвалебные комментарии слушателей артиста из соцсетей, размышлявших о посыле песни. Сам Скриптонит также отмечал, что со временем фанаты приняли новое звучание его работ в рамках Gruppa Skryptonite. Елена Анисимова, представляющая сайт «Собака.ru», назвала сингл «бэнгером» и «хитом» в стиле инди-музыки, доказывающим что Скриптонит может оставаться популярным даже вне жанра хип-хоп. Редакция портала «ТНТ Music» заявила, что звучанием «Podruga» напоминает «модные американские инди-поп-группы» и отметила, что композиция выполнена «на высоченном уровне». Артём Кучников, редактор «ТНТ Music», в обзоре на мини-альбом Solitude также заявил, что «Новые песни <…> абсолютно точно не попадут в общие чарты продаж. В этом их и ценность!».
Журнал GQ включил «Podruga» в список 25 лучших песен 2019 года, а составивший список редактор Тимур Батыров отметил, что новый релиз «не похож на старого Скриптонита по содержанию (меньше текста, больше гитары), но точно близок ему по вайбу».
Сайт Meduza включил сингл в свой список «Лучших песен 2019 года», а также в плейлист «Едем на дачу. Май 2019», в котором собрано «всё самое лучшее и интересное, что произошло в музыке в первые месяцы 2019 года». Помимо этого Meduza включила «Podruga» в список 10 лучших песен недели 4—10 марта 2019, назвав сингл очередным «попаданием в десятку». Российское интернет-издание The Village в списке «Главных постсоветских клипов 2010-х» перечислила «Podruga» среди главных музыкальных видео 2019 года. Клип на сингл также был назван одной из «главных новинок весны» Артёмом Кучниковым; критик отметил, что от клипа «попахивает морализаторством от не самого однозначного персонажа», однако всё же признал важность поставленного в клипе и сингле вопроса о порочности.
Положительных отзывов также удостоилась «живая» версия трека, впервые прозвучавшая на шоу LAB: так, издание Rap.ru прокомментировало релиз словами: «У Скриптонита всегда получается удачно переосмысливать собственную музыку (у него вообще хоть что-то плохо получается?), и „Podruga“ — не исключение», — комментирует редактор издания, а Ульяна Пирогова, представляющая «ТНТ Music», сказала следующее: «Так легко, непринуждённо и по-домашнему, будто парни просто отвлеклись на пару минут во время хоум-пати».

## Список композиций
| №  | Название  | Текст песни   | Музыка                          | Длительность |
| -- | --------- | ------------- | ------------------------------- | ------------ |
| 1. | «Podruga» | Адиль Жалелов | Адиль Жалелов, Айдос Джумалинов | 4:08         |

## Позиции в чартах
| Чарт (2019)            | Высшая позиция |
| ---------------------- | -------------- |
| Россия (YouTube Music) | 8              |